# Canton de Fricktal
1802–1803
Entités précédentes :
- Brisgau

Entités suivantes :
- Canton d'Argovie

Le canton du Fricktal (en allemand : Kanton Fricktal) est un ancien canton de la République helvétique, créé en février 1802 par annexion des territoires de la région de Brisgau, en Autriche antérieure, situés au sud du Rhin.

## Création
En 1797, le Fricktal (en allemand : Fricktal) relevait du Brisgau (en allemand : Breisgau), bailliage (en allemand : Oberamt) de l'Autriche antérieure (en allemand : Vorderösterreich), partie orientale de l'Archiduché d'Autriche (en allemand : Erzherzogtum Österreich) et du cercle d'Autriche (en allemand : Österreichischer Reichskreis) du Saint-Empire romain germanique (en allemand : Heiliges römisches Reich deutscher Nation).

Il se divisait en deux seigneuries, savoir :
- La seigneurie de Laufenburg (en allemand : Herrschaft Laufenburg) ;
- La seigneurie de Rheinfelden (en allemand : Herrschaft Rheinfelden), avec les « pays » (en allemand : Landschaften) de Möhlinbach, du Rheintal et du Fricktal proprement dit).

En outre, les quatre « villes forestières » (en allemand : Waldstädte) de Rheinfelden, Säckingen (aujourd'hui, Bad Säckingen), Laufenburg et Waldshut (aujourd'hui, Waldshut-Tiengen) jouissaient d'un statut autonome.

La création du canton est documentée dans les deux traités suivants :
1. Le traité de paix signé à Campo-Formio, le 18 octobre 1797 (26 vendémiaire an VI), entre Napoléon Bonaparte, général en chef de l'armée française d'Italie, représentant la République française, et le comte Louis de Cobentzel (en allemand : Johann Ludwig Graf von Cobenzl), représentant l'Autriche :
Le traité comportait un sixième article secret rédigé comme suit : « S. M. I. et R. cédera, à la paix de l'Empire, à la République Française la souveraineté et propriété du Friekthal et de tout ce qui appartient à la Maison d'Autriche sur la rive gauche du Rhin, entre Zurzach et Bâle, moyennant qu'à la paix susdite, S. M. obtienne une compensation proportionnelle en Allemagne qui soit à sa convenance. La République Française réunira lesdits pays à la République Helvétique, moyennant les arrangemons qu'elles pourront prendre entr'elles sans porter préjudice à S. M. l'Empereur et Roi, ni à l'Empire ».
2. Le traité de paix signé à Lunéville, le 9 février 1801 (20 pluviôse an IX), entre Joseph Bonaparte, représentant la République française, et le comte Louis de Cobentzel, représentant l'Autriche :
L'alinéa 2 de l'article 2 du traité stipulait, en effet, que : « Sont pareillement cédés à la République française, par Sa Majesté Impériale et Royale, et du consentement formel de l’Empire : [...] 2° Le Fricktal et tout ce qui appartient à la Maison d’Autriche sur la rive gauche du Rhin, entre Zurzach et Bâle, la République française se réservant de céder ce dernier pays à la république helvétique ».

## Subdivisions
Le canton était subdivisé en trois districts, savoir :
- Le district de Frick (en allemand : Bezirk Frick) ;
- Le district de Laufenburg (en allemand : Bezirk Laufenburg) ;
- Le district de Rheinfelden (en allemand : Bezirk Rheinfelden).

## Suppression
Le canton du Fricktal fut supprimé par l'acte de médiation du 30 pluviôse an XI (19 février 1803) qui incorpora son territoire à celui du canton d'Argovie (en allemand : Kanton Aargau) et le divisa en deux districts, savoir :
- Le district de Laufenburg (en allemand : Bezirk Laufenburg) ;
- Le district de Rheinfelden (en allemand : Bezirk Rheinfelden).

Le chapitre II de l'acte de médiation, portant constitution du canton d'Argovie, disposait, en effet, à l'article 1er de son titre Ier : « Le canton d'Argovie est divisé en dix districts, savoir : Zoffingen, Koulm, Arau, Brougg, Lentsbourg, Zurzach, Bremgarten, Mury, Baaden (à l'exception des villages de Dietikon, Schlieren, Oetwill et Hutikon, qui font partie du canton de Zurich), Lauffenbourg et Rhinfelden ; ces deux derniers districts composant la totalité du Fricktal ».